# Triumph or Agony
Triumph or Agony je sedmé studiové album od italské kapely Rhapsody of Fire.

## Seznam skladeb
1. „Dar-Kunor“ – 3:13
I. „Echoes from the Elvish Woods“
II. „Fear of the Dungeons“
2. „Triumph or Agony“ – 5:02
3. „Heart of the Darklands“ – 4:10
4. „Old Age of Wonders“ – 4:35
5. „The Myth of the Holy Sword“ – 5:03
6. „Il Canto del Vento“ – 3:54
7. „Silent Dream“ – 3:50
8. „Bloody Red Dungeons“ – 5:10
9. „Son of Pain“ – 4:43
10. „The Mystic Prophecy of the Demon Knight“ – 16:26
I. „A New Saga Begins“
II. „Through the Portals of Agony“
III. „The Black Order“
IV. „Nekron's Bloody Rhymes“
V. „Escape From Horror“
11. „Dark Reign of Fire“ – 6:26
I. „Winter Dawn's Theme“